# Enric II el Pietós
Enric II el Piadós (polonès Henryk Pobożny II), de la dinastia Piast, va néixer pels volts de 1191 i va morir el 9 d'abril 1241 a Legnica. Fill d'Enric I el Barbut i Hedwig, el 1216 es va casar amb Anna, filla d'Ottokar I de Bohèmia.
Es va convertir en duc de Cracòvia, Silèsia i Polònia el 1238.
Per la seva devoció, fou tingut per sant; en 2014, s'inicià a Polònia el procés de canonització, per la qual cosa ha estat proclamat servent de Déu per l'Església Catòlica.

## Fidel col·laborador del seu pare
El 1222, va començar a ajudar el seu pare en el seu objectiu d'unificar Polònia. Va lluitar contra els dos grans enemics del seu pare, Conrad I de Masòvia i Odonic Ladislau. L'hivern de 1233 al 1234, va participar en una croada contra els prussians després que el seu pare li va donar la Gran Polònia. El 22 de juny de 1235, en una bula, el Papa Gregori IX va prendre Enric II el Piadós sota la seva protecció i va ser nomenat oficialment com a successor del seu pare.

## Duc de Cracòvia, Silèsia i la Gran Polònia
Després de la mort del seu pare el 1238, va esdevenir duc de Cracòvia, Silèsia i la Gran Polònia. Va heretar vasts territoris (Silèsia, Małopolska, al sud de Gran Polònia…), el qual tracta de consolidar el seu poder. Va continuar la política d'unificació de les terres poloneses iniciada pel seu pare, però és només en Silèsia que la seva autoritat no va ser impugnada.
En termes de política interna, ell va confiar en l'aristocràcia per seguir governant.
En termes de política exterior, el 1239, va derrotar l'exèrcit de Brandenburg, que va assetjar i va prendre Lubusz i Santok que s'havien perdut l'any anterior. El mateix any, va donar suport al Papa en el conflicte que va enfrontar a Frederic II del Sacre Imperi Romanogermànic. A la Gran Polònia, que va tenir alguns èxits contra rivals com Odonic Ladislau, ampliant les fronteres del seu territori aprofitant Noi, Gniezno i Śrem.
Durant la invasió mongola d'Europa, Enric II el Piadós va ser assassinat pels mongols a la batalla de Legnica. La seva mort va ser seguida per l'esclat de revoltes en els territoris que ell i el seu pare havia intentat reunificar.

### Descendència
- Boleslau
- Enric
- Conrad